# Vittoria Colonna
Pour les articles homonymes, voir Colonna.
Vittoria Colonna (Marino, 1490 - Rome, 25 février 1547), marquise de Pescara, est une femme de lettres italienne du début du XVIe siècle.

## Biographie

### Jeunesse et mariage
Vittoria Colonna est née à Marino en 1490 ou 1492. Elle est la fille de Fabrizio Colonna, grand connétable du royaume de Naples, et d'Agnès de Montefeltro, fille de Frédéric III de Montefeltro, duc d'Urbino. Elle est fiancée en 1495 à Fernando de Ávalos, fils du marquis de Pescara, sur l'insistance de Ferdinand Ier, roi de Naples.
En 1501, les biens de la famille Colonna sont confisqués par le pape Alexandre VI et la famille s'installe sur l'île d'Ischia, le domaine de la famille du fiancé de Vittoria. Au château aragonais d'Ischia, la jeune fille reçoit une éducation humaniste de Costanza d'Avalos, la tante de son fiancé, et fait partie de son cercle littéraire. Elle donne très tôt des preuves de son amour pour les lettres. Sa main est recherchée par de nombreux prétendants, dont les ducs de Savoie et de Bragance, mais elle choisit d'épouser Fernando d'Ávalos sur l'île d'Ischia, le 27 décembre 1509 ,. Son séjour à Ischia, de 1501 à 1536, correspond à une période faste pour l'île. Entourée d'une élite d'artistes et d'hommes de lettres, elle cultive la poésie avec succès et se place au rang des plus heureux imitateurs de Pétrarque. Amie de Michel-Ange, elle fréquente aussi Ludovico Ariosto, Pierre l'Arétin, Girolamo Britonio, Annibal Caro, Giovanni Pontano, Jacopo Sannazaro, Bernardo Tasso, et bien d'autres.
Le couple vit à Ischia jusqu'en 1511, date à laquelle son mari s'engage dans la guerre de la Ligue de Cambrai. Il est fait prisonnier en 1512 lors de la bataille de Ravenne et est emprisonné en France, où il compose pour sa femme un Dialogue de l'amour. Pendant les mois de détention et les longues années de campagne qui suivent, le couple correspond dans les termes les plus passionnés, tant en prose qu'en vers, mais une seule épître poétique à son mari a survécu. Joseph Gibaldi note que le poème de Vittoria à Fernando est une imitation directe des Héroïdes d'Ovide dans lesquels des femmes célèbres telles que Didon et Médée adressent des plaintes à leurs amants absents. Parce qu'il s'agit du seul poème existant de la marquise avant la mort de son mari, on peut se demander si ses vers passionnés reflètent sa véritable passion pour son mari ou s'ils sont simplement une réaction élégante et savante à un événement particulier. On sait également que Fernando n'est pas le mari le plus fidèle puisqu'il a une liaison avec l'une des dames d'honneur d'Isabelle d'Este. Elle est chargée de l'éducation d'Alfonso de Ávalos, cousin et héritier de son époux, et de celle de sa fiancée, Maria d’Aragona, dont la sœur, Giovanna, épouse son frère Ascanio.
Cependant, les époux ne peuvent vivre longtemps ensemble, car Fernando est l'un des capitaines les plus actifs et les plus brillants de l'empereur Charles Quint. L'influence de Vittoria Colonna est toutefois suffisante pour dissuader son mari de rejoindre un projet de ligue contre l'empereur après la bataille de Pavie en 1525 et pour lui faire refuser la couronne de Naples qui lui a été offerte comme prix de sa trahison.
Vittoria Colonna passe l'été 1525 au château de son père à Marino, où elle tombe malade, souffrant de la maladie pour le reste de sa vie. C'est à cette époque qu'elle reçoit une première copie manuscrite du Le Livre du courtisan de Baldassare Castiglione, qu'elle fait circuler à Naples. Le 21 septembre, Castiglione lui écrit une lettre pour se plaindre d'avoir ainsi permis la transcription partielle de l'ouvrage inédit, et la version en circulation le pousse à hâter la publication de son livre.

### Veuvage
Le 3 décembre 1525, Fernando meurt à Milan des suites des blessures qu'il a subies lors de la bataille de Pavie. Vittoria Colonna, qui s'empresse de le rejoindre pour le soigner, reçoit la nouvelle de sa mort à Viterbe. Elle s'arrête et se retire dans la basilique San Silvestro in Capite, à Rome, où se trouve un couvent de l'ordre de Sainte-Claire. Sa demande de prononcer ses vœux et d'entrer au couvent est refusée par le pape Clément VII et par son frère Ascanio, et elle retourne  à Ischia, où elle reste plusieurs années. Abigail Brundin suggère que les motivations du refus du souverain pontife et d'Ascanio sont qu'ils espèrent alors qu'un nouveau mariage créerait une autre alliance politique souhaitable. Cependant, elle refuse plusieurs prétendants et se consacre à la poésie.
Neuf mois après le sac de la cité papale, l'historien Paul Jove séjourne à Ischia, invité par Vittoria Colonna, où il reste jusqu'en 1528. Pendant son séjour sur l'île, il écrit son inédit Dialogus de viris ac foeminis aetate nostra florentibus, qui se déroule à Ischia entre fin septembre et début décembre 1527. Dans le troisième livre du dialogue, Giovio inclut un éloge de dix pages de la marquise.
En 1529, Vittoria retourne à Rome et passe les années suivantes entre cette ville, Orvieto, Ischia et d'autres lieux. De plus, elle essaie de réparer les torts de son défunt mari en demandant à la maison d'Avalos de restituer à l'abbaye du Mont-Cassin certaines terres injustement saisies.
En 1532, peu avant sa mort, son cousin, le cardinal Pompeo Colonna, lui dédie son Apologia mulierum, un traité affirmant que les femmes devraient accéder aux fonctions publiques et aux magistratures.
En 1535, sa belle-sœur, Giovanna d'Aragona, se sépare de son frère, Ascanio, et vient à Ischia. Vittoria Colonna tente de les réconcilier, mais, malgré le refus de Giovanna, les deux femmes se rapprochent, soutiennent Juan de Valdés et tentent d'intercéder en faveur d'Ascanio lorsqu'il refuse de payer la taxe sur le sel au pape Paul III.
À l'âge de quarante-six ans, en 1536, elle est de retour à Rome, où elle gagne l'estime du cardinal Reginald Pole et entame une amitié passionnée avec Michel-Ange. L'artiste lui adresse quelques-uns de ses plus beaux sonnets, lui offre des dessins et passe de longues heures en sa compagnie. Elle crée pour lui un manuscrit de poésie spirituelle. Son déménagement à Orvieto et Viterbe en 1541, à l'occasion de la révolte de son frère contre Paul III, ne produit aucun changement dans leurs relations, et ils continuent à se rendre visite et à correspondre comme auparavant.
Le 8 mai 1537, elle arrive à Ferrare avec quelques autres femmes avec l'intention de continuer son voyage à Venise puis en Terre Sainte. Il est suggéré que son objectif à Ferrare est alors de fonder un monastère capucin pour Bernardino Ochino. Sa santé oblige Vittoria à rester à Ferrare jusqu'en février de l'année suivante. Ses amis la dissuadent de se rendre en Terre Sainte et elle retourne à Rome en 1538 .
Pietro Bembo, Luigi Alamanni, Baldassare Castiglione et Marguerite de Valois-Angoulême comptent parmi ses amis et correspondants littéraires. Elle entretient également des relations avec de nombreux membres du mouvement réformateur italien, comme Pietro Carnesecchi, mais elle meurt avant que la crise de l'Église en Italie ne devienne aiguë. Même si elle est partisane de la réforme religieuse, il n'y a aucune raison de croire que ses convictions religieuses soient devenues inconciliables avec les dogmes de l'Église catholique et qu'elle se soit convertie au protestantisme.
Après un séjour à Orvieto et Viterbe, elle revient à Rome en 1544, séjournant comme d'habitude au couvent de San Silvestro, et y meurt le 25 février 1547.
Ses œuvres sont réunies à Parme en 1538 et à Rome en 1840 par Pietro Ercole Visconti. On peut admirer son buste en marbre réalisé par Maurice David de Gheest au musée des beaux-arts de Lille.

## Œuvre
- (it) Rime, édition établie par Alan Bullock, Bari, Laterza, 1982, 526 p.
- (it) Sonetti in morte di Francesco Ferrante d'Avalos, marchese di Pescara: edizione del ms. XII.G.43 della Biblioteca Nazionale di Napoli, édition établie par Tobia R. Toscano, Milan, Mondadori, 1998.
- (en) Sonnets for Michelangelo, édition établie par Abigail Brundin, Chicago, University of Chicago Press, 2005.